# Zagorska juha
Zagorska juha je gusta juha od vrganja, mrkve, krumpira nastala na temeljcu od pržene slanine, luka sa začinima i vrhnjem. Specijalitet je zagorske kuhinje.
Karakteristična je za prostor Hrvatskog zagorja, gdje se sprema odavno. Nalazi se na ponudi mnogih zagorskih restorana i nekih zagrebačkih. Postoji mnogo varijanta zagorske juhe pa se neki sastojci mogu dodati ili izostaviti poput brašna i zaprške. Vjeruje se, kako ublažava djelovanje alkohola.